# Kosse
Kosse és una població dels Estats Units a l'estat de Texas. Segons el cens del 2000 tenia 497 habitants.

## Demografia
Segons el cens del 2000, Kosse tenia 497 habitants, 205 habitatges, i 137 famílies. La densitat de població era de 147,6 habitants/km².
Dels 205 habitatges en un 32,7% hi vivien nens de menys de 18 anys, en un 48,8% hi vivien parelles casades, en un 15,1% dones solteres, i en un 32,7% no eren unitats familiars. En el 30,7% dels habitatges hi vivien persones soles el 19,5% de les quals corresponia a persones de 65 anys o més que vivien soles. El nombre mitjà de persones vivint en cada habitatge era de 2,42 i el nombre mitjà de persones que vivien en cada família era de 3,03.
Per edats la població es repartia de la següent manera: un 27,4% tenia menys de 18 anys, un 7,2% entre 18 i 24, un 27% entre 25 i 44, un 22,3% de 45 a 60 i un 16,1% 65 anys o més.
L'edat mediana era de 36 anys. Per cada 100 dones de 18 o més anys hi havia 82,3 homes.
La renda mediana per habitatge era de 25.227 $ i la renda mediana per família de 30.781 $. Els homes tenien una renda mediana de 24.167 $ mentre que les dones 16.750 $. La renda per capita de la població era de 12.868 $. Aproximadament el 19,6% de les famílies i el 25,2% de la població estaven per davall del llindar de pobresa.

## Poblacions properes
El següent diagrama mostra les poblacions més properes.